# Gobicar ponomarenkoi
Gobicar ponomarenkoi is een keversoort uit de familie Ithyceridae. De wetenschappelijke naam van de soort is voor het eerst geldig gepubliceerd in 1999 door Gratshev & Zherikhin.